# Roman Frayssinet
Pour les articles homonymes, voir Frayssinet.
Roman Frayssinet, né le 6 mai 1994 à Chevilly-Larue, est un humoriste et acteur français.

## Biographie
Roman Frayssinet est le fils d'un ingénieur et d'une fonctionnaire. À l'âge de 16 ans, il est bénévole pour le festival Juste pour rire. Il est titulaire d'un baccalauréat scientifique obtenu en 2012 année durant laquelle il part au Canada étudier l'écriture de scénario à l'Université de Montréal.
En 2013, il rencontre Uncle Fofi qui le fait débuter sur la scène du Couscous Comedy Show, puis le fait jouer à son premier Zoofest au Chocolat Show. Il fait ses premiers pas à la radio sur CHOQ-FM avec une chronique humoristique au micro de Malik Mehni.
Il se forme à l'École nationale de l'humour de Montréal, où il participe au spectacle intitulé 11 vies au Club Soda, mis en scène par Serge Postigo. Entre janvier et août 2015, il fait partie de la troupe La Comédie des Trottoirs qui se produit au théâtre Sainte-Catherine.
En 2015, Roman Frayssinet écrit son premier spectacle Migraine. Il fait les premières parties de Louis T., Adib Alkhalidey, François Bellefeuille et Sugar Sammy au Québec, et en France, celles de Kyan Khojandi et de Blanche Gardin. Son deuxième spectacle, Là, est joué en 2016, suivi par Au II là.
En octobre 2017, Roman Frayssinet, qui s'apprête à signer avec le groupe Juste pour rire pour jouer à Paris en novembre, renonce au contrat quand il apprend que Gilbert Rozon, président-fondateur du groupe, est accusé d'agressions sexuelles. Plus que des mots qui condamnent Rozon, il souhaite « une décision forte et symbolique », « […] face aux violences faites aux femmes ».
Depuis fin janvier 2018, il anime sa propre chronique : Les Dernières Minutes, dans l'émission Clique sur Canal+.
En parallèle, il joue son dernier spectacle Alors au Théâtre de l'Œuvre à Paris et partout en France.
En 2018, Jamel Debbouze l'invite dans l'effectif du Marrakech du rire.
En 2023, une captation de son spectacle à l'Olympia, Ô dedans, est diffusée sur Canal +.
En 2024, il devient co-auteur sur le nouveau spectacle de Gad Elmaleh.

## Spectacles
- 2019 : Alors

- 2023 : Ô dedans

- 2025 : Ô delà

## Filmographie
- 2021 : Les Méchants de Mouloud Achour et Dominique Baumard : Sébastien